# Dia de Santa Luzia
O dia de Santa Luzia ou dia de Santa Lúcia é uma festa religiosa católica dedicada a Santa Luzia (Lúcia de Siracusa), que ocorre a 13 de dezembro, dia consagrado a esta santa.
Festa tradicional e popular, é celebrada principalmente na Escandinávia, em partes dos Estados Unidos (normalmente por pessoas com raízes nos países escandinavos), no Brasil, e em alguns países da Europa do Sul, como Portugal.
Antes da reforma do Calendário Gregoriano, que ocorreu no Século XVI, no Hemisfério Norte o Dia de Santa Luzia encontrava-se mais perto do Solstício de Inverno.
Como parte das celebrações tradicionais é costume ver-se jovens vestidas de Santa Luzia, as quais se deslocam em grupos encabeçados por uma jovem, a qual usa na cabeça uma coroa de velas (ou luzes), enquanto todas as outras apenas seguram nas mãos uma única vela.
O Dia de Santa Luzia é uma das poucas festividades católicas que ainda é celebrada na Escandinávia.